# Привид (фільм, 1991)
«Привид» (рос. «Призрак») — радянський художній фільм 1991 року режисера Микити Орлова.

## Сюжет
У невеликому селищі на Волзі несподівано гине інспектор рибнагляду. На похорон зі столиці приїжджає його брат-близнюк Микола, колись відомий спортсмен, що спився. Пошуки винуватців приводять його до місцевих браконьєрів. Намагаючись з'ясувати правду, Микола сам стає жертвою невдалого замаху. Прикидаючись примарою, він починає мстити вбивцям брата…

## У ролях
- Микита Висоцький —  Микола Гришаєв
- Юрій Назаров —  Олексій Іванович Попов
- Володимир Толоконников —  Іван
- Ростислав Янковський —  Костянтин Григорович, полковник міліції
- Надія Бутирцева — епізод
- Микола Єрофєєв — епізод
- Ментай Утепбергенов —  «Пупок»
- Андрій Крюков — епізод
- Валерій Кравченко — епізод
- Віктор Поморцев — епізод
- Сергій Присєлков —  директор стрілецького клубу
- Геннадій Чулков —  Курков, слідчий районної прокуратури
- Олександр Бурєєв — епізод
- Юрій Воробйов — епізод
- Андрій Петров — епізод
- Ігор Муругов — епізод

## Знімальна група
- Режисер:  Микита Орлов
- Автор сценарію:  Ігор Агєєв
- Оператор: Борис Кочеров
- Художник-постановник:  Леонід Платов
- Композитор:  Михайло Чекалін
- Звукорежисер: Альберт Авраменко
- Монтаж: В. Янковський, Л. Чумасова